# Edwin Walker
El general Edwin Anderson Walker (1909-1993), fue un oficial del Ejército de Estados Unidos que combatió en la Segunda Guerra Mundial y la guerra de Corea. Se hizo conocido por sus posicionamientos ultraconservadores en política, expresados públicamente incluso mientras estuvo en servicio. En 1961, dimitió de sus obligaciones militares, y en 1962, inició una carrera política, presentándose a Gobernador en Texas, siendo derrotado en las elecciones por John Connally. A finales de ese año se vio implicado en disturbios contra la integración racial. El 10 de abril de 1963, sufrió un intento de asesinato, que se ha vinculado a Lee Harvey Oswald. Desde entonces, Walker sostuvo que éste participó en el atentado junto con un segundo implicado nunca encontrado. Walker no tuvo esposa ni hijos. Murió de un cáncer de pulmón.